# ديف جونز (لاعب كرة قدم)
ديف جونز (بالإنجليزية: Dave Jones)‏ (و. 1956  م) هو لاعب ومدرب كرة قدم، من المملكة المتحدة، ولد في ليفربول، يلعب كمُدَافِع.

## روابط خارجية
- ديف جونز على موقع قاعدة بيانات كرة القدم.إي يو (الإنجليزية)
- ديف جونز على موقع Soccerbase.com (مدرب) (الإنجليزية)